# L'Itinéraire (ensemble)
Pour les articles homonymes, voir L'Itinéraire.
L'Itinéraire est l'un des principaux ensembles européens de musique contemporaine fondé en 1973.

## Histoire
La formation a été fondée en janvier 1973 par les compositeurs Tristan Murail et Roger Tessier et Michael Levinas. Gérard Grisey, cofondateur de la musique spectrale, très proche de l'ensemble, n'a pas souhaité en faire structurellement partie. En 1975, Hugues Dufourt rejoint le collectif. a fondé l'histoire de la musique spectrale en France et n'a cessé de multiplier les collaborations avec les compositeurs vivants.
Né en janvier 1973, l'Itinéraire propose dès son entrée en scène de promouvoir la musique de jeunes compositeurs résolument tournés vers l'avenir. Immédiatement encouragé par Olivier Messiaen, le collectif s’est heurté dès ses débuts à des difficultés d'intégration dans le milieu musical français. Victime de conflits plus politiques qu'esthétiques, il a fait l'objet de polémiques et fut prétexte aux querelles de fortes personnalités, tout en faisant face à des institutions officielles plutôt méfiantes vis-à-vis des projets artistiques novateurs. Cependant, le talent et la persévérance des fondateurs ont contribué à imposer dès la première saison la marque du Collectif. 
La collégialité, inspirée des évènements de mai 1968, et l'étroite collaboration entre les musiciens ont été bénéfiques à un groupe qui s’est doté au fil des saisons d’un mode de pensée inédit.
Depuis plus de quarante ans, des centaines d'œuvres ont été créées par un ensemble qui reste sur le devant de la scène en renouvelant ses effectifs composés de solistes de très haut niveau.